# Dracaena sanderiana
Espèce
Synonymes
- Dracaena sanderiana Sander[1]
- Pleomele braunii (Engl.) N.E.Br.[1]
- Pleomele sanderiana (Sander) N.E.Br.[1]

Dracaena sanderiana est une espèce de plante à fleurs de la famille des Asparagaceae, originaire d'Afrique centrale. Elle est nommée d'après le jardinier germano-anglais Henry Frederick Conrad Sander (1847-1920). Cultivée, elle est également surnommée « bambou de la chance » (Lucky bamboo) et conservée en intérieur comme symbole de bonheur et prospérité. Elle est souvent confondue avec Dracaena braunii.

## Noms
Parmi les noms sous lesquels cette espèce est connue, figurent Dragonnier de Sander, bambou de la chance, bambou chinois, plante à ruban,, canne de Chine... Bien que le mot bambou apparaisse dans plusieurs des noms communs de cette plante, D. sanderiana appartient à un ordre taxonomique totalement différent des vrais bambous. Leur unique point commun est d'appartenir au clade des monocotylédones. Dracaena sanderiana est souvent confondue avec Dracaena braunii, une plante de la côte ouest africaine qui produit des fleurs cinq fois plus courtes que celles de D. Sanderiana. 

## Description
Il s'agit d'une plante herbacée vivace qui peut atteindre une hauteur de un mètre, avec des feuilles épaisses, coriaces, légèrement tordues de couleur gris-vert, marginées et striées de blanc, dont la longueur peut atteindre 23 cm. La tige est charnue, ce qui la différencie avec celle du bambou qui est creuses.
Si la plante est cultivée dans le sol, au bout de 2 ou 3 ans, elle produit de grandes fleurs blanches avec de longues étamines blanches sortant d’un tube avec 6 lobes blancs réfléchis.
D. sanderiana vit dans des zones lumineuses et ventilées. Elle tolère un air sec et ne nécessite pas de pulvérisation constante. Il s'agit d'une plante solide qu'il est assez difficile d'éliminer .

## Culture
Dracaena sanderiana et ses variétés associées sont des plantes d'intérieur populaires. C'est une plante appropriée à un espace confiné, idéalement dans un endroit avec une lumière diffuse ou semi-ombragée. La lumière directe du soleil peut provoquer le jaunissement et la brûlure des feuilles. Les températures varient de 15 °C à 22 °C. Elle nécessite une chaleur moyenne, un bon éclairage, un arrosage régulier et une pulvérisation d'eau. Si elle est plantée dans la terre, elle perd son aspect de tige et adopte la forme d'autres dragonniers. 
Il est possible de la multiplier en coupant une partie de la tige juste au-dessus d'un nœud. Des boutures peuvent être effectuées toute l'année.

## Galerie

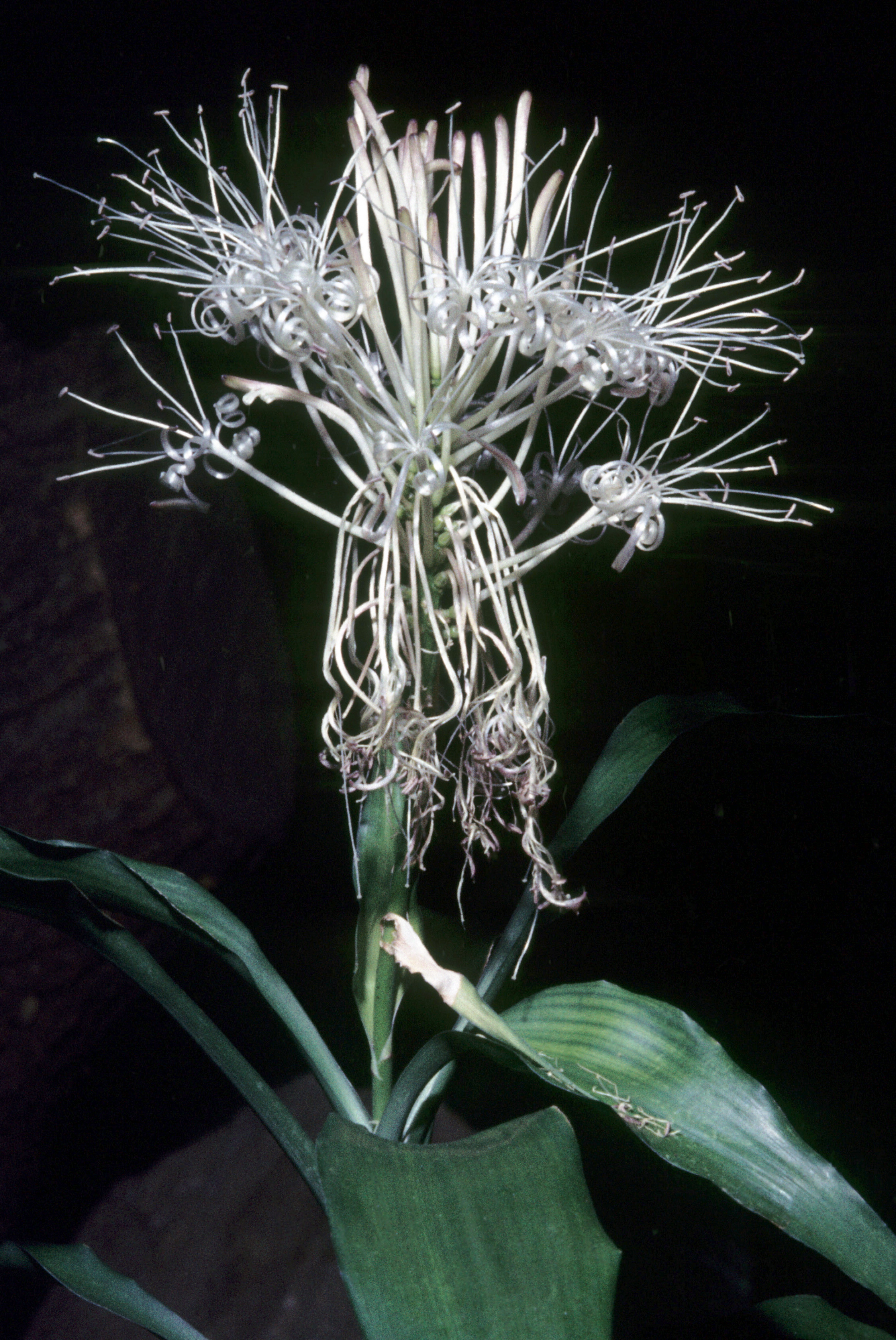
Dracaena sanderiana en fleur
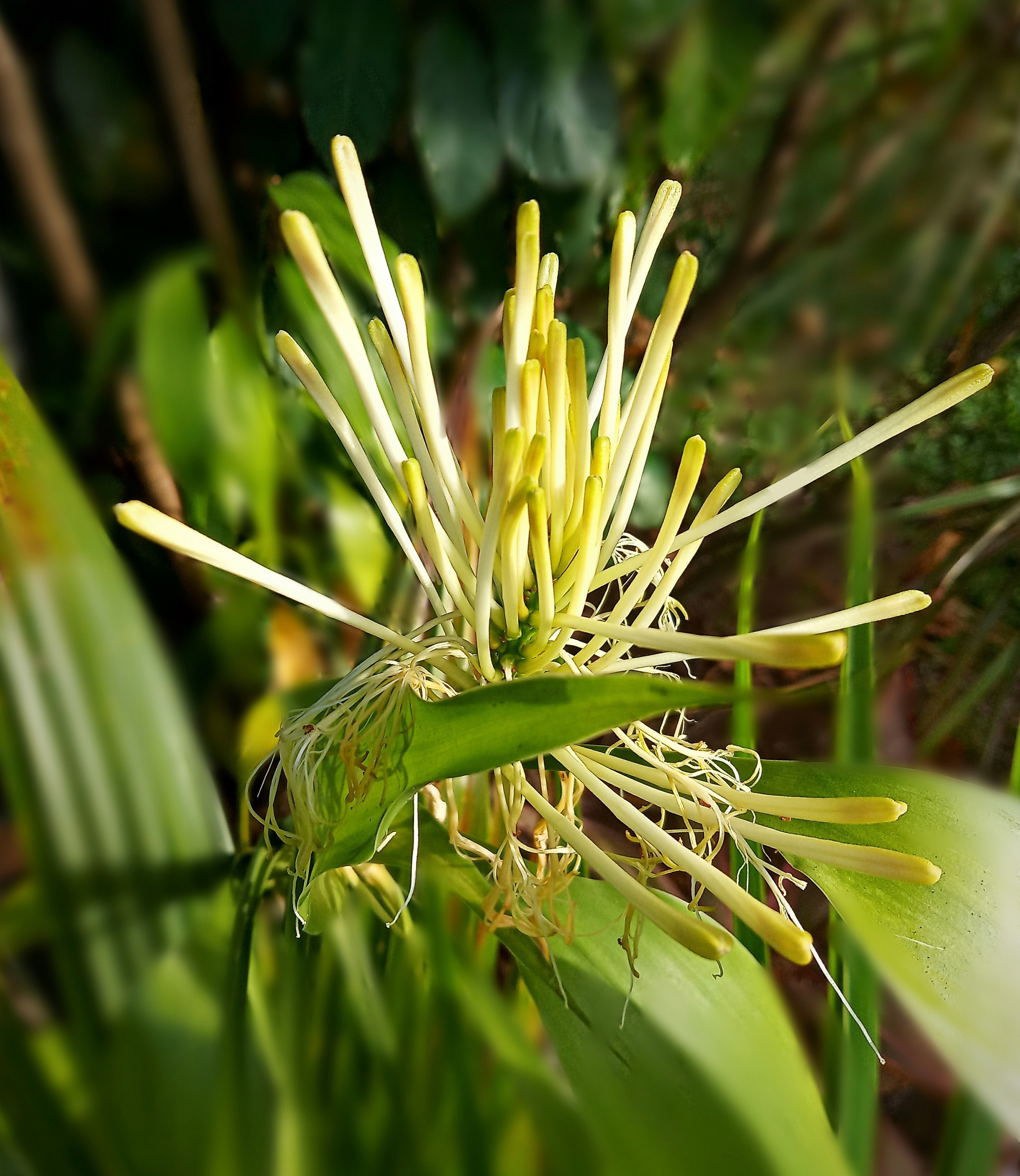
Fleur
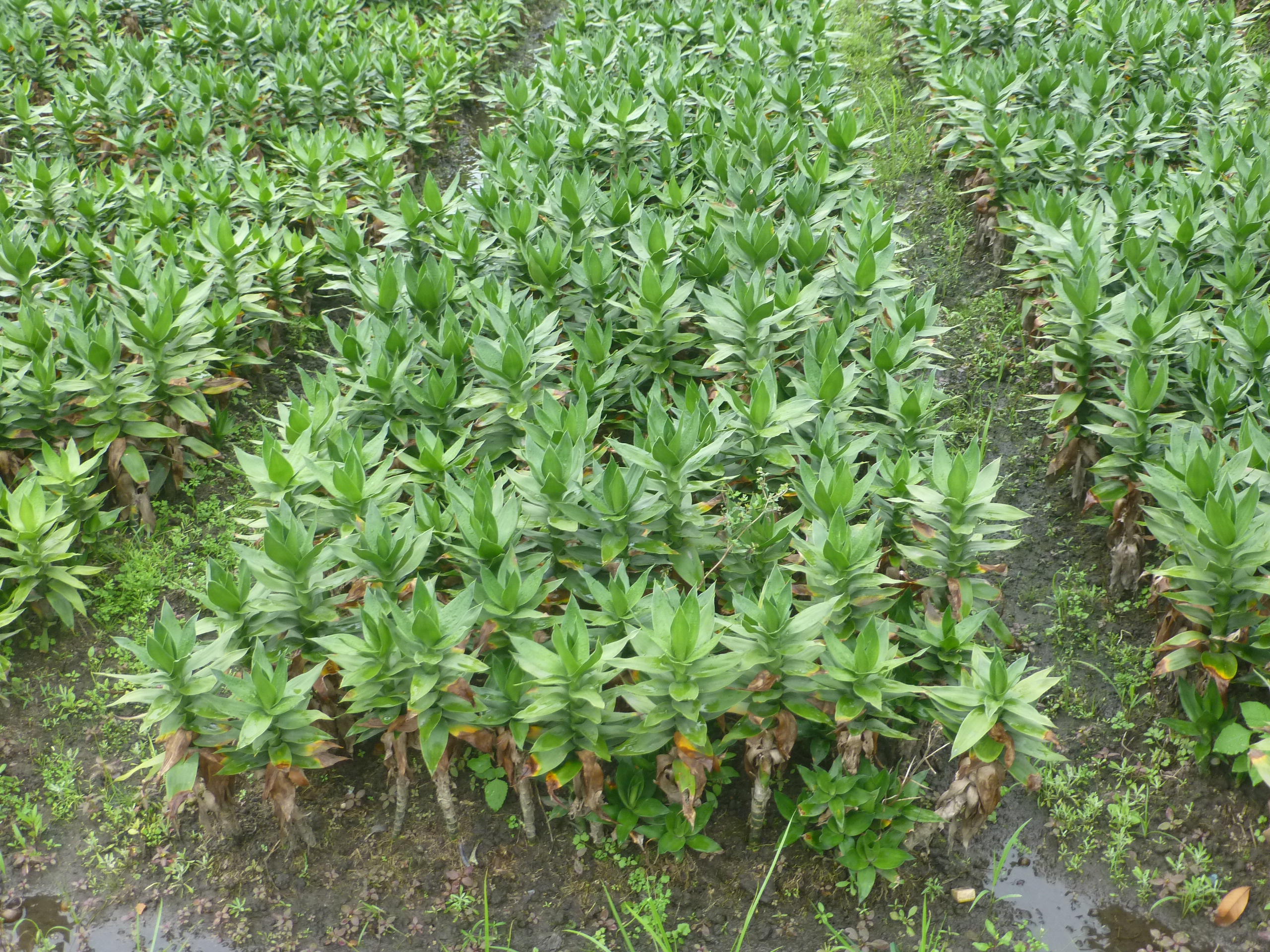
Un champ de « bambous de la chance » sur l'île de Donghai, Guangdong
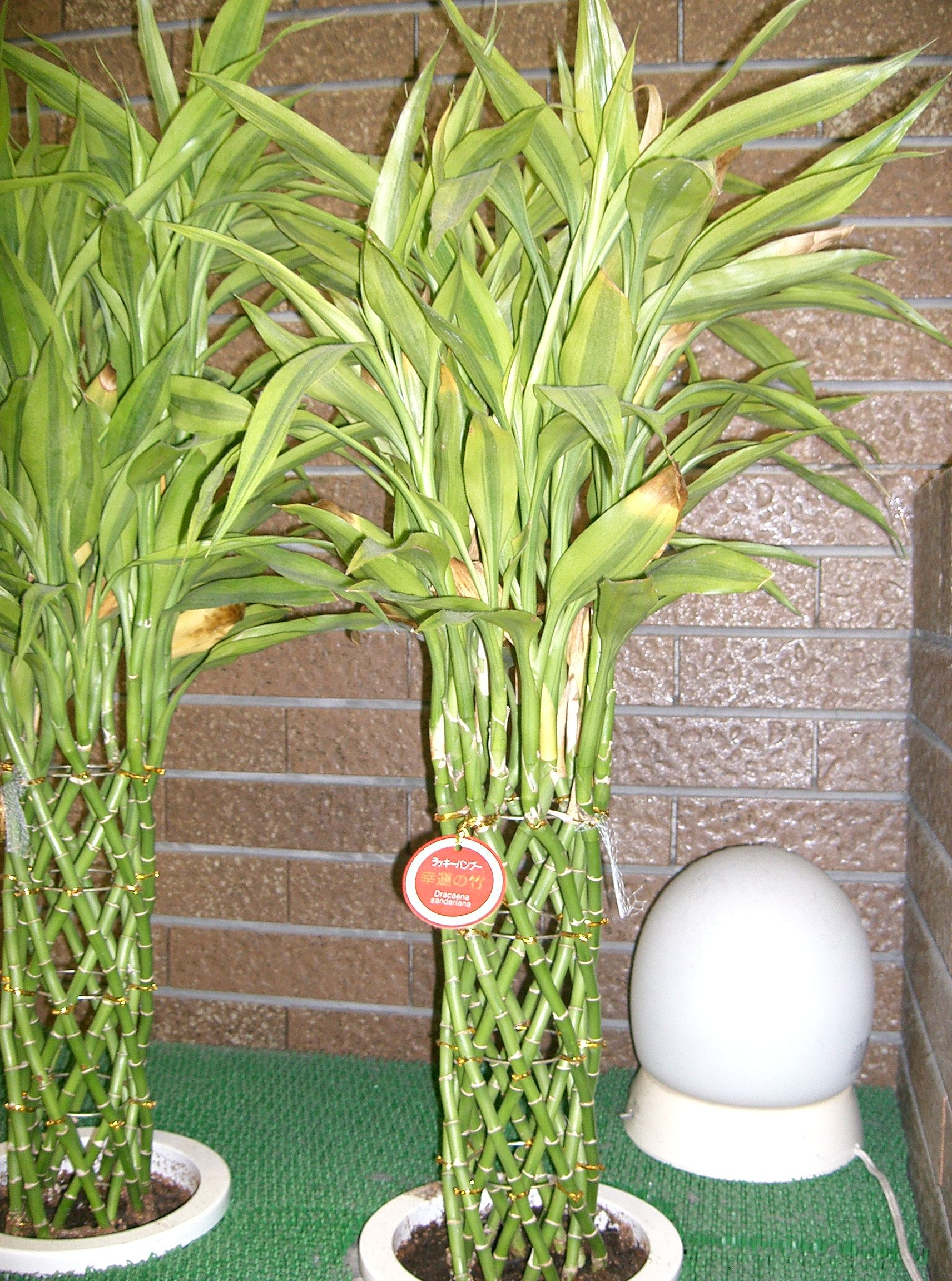
Bambou de la chance à tiges multiples et tressées.
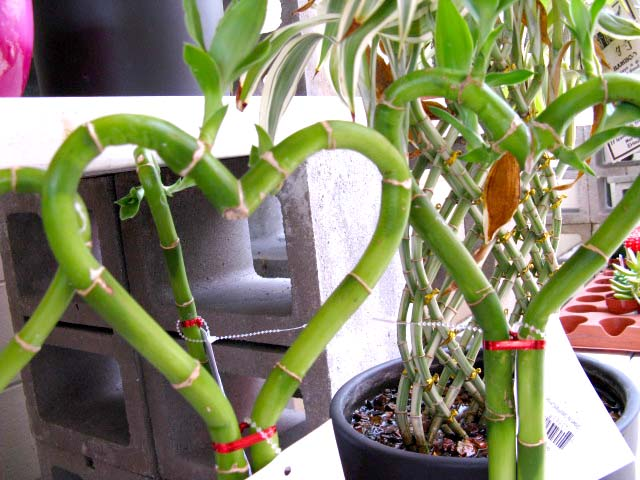
Avec des tiges en forme de cœur.
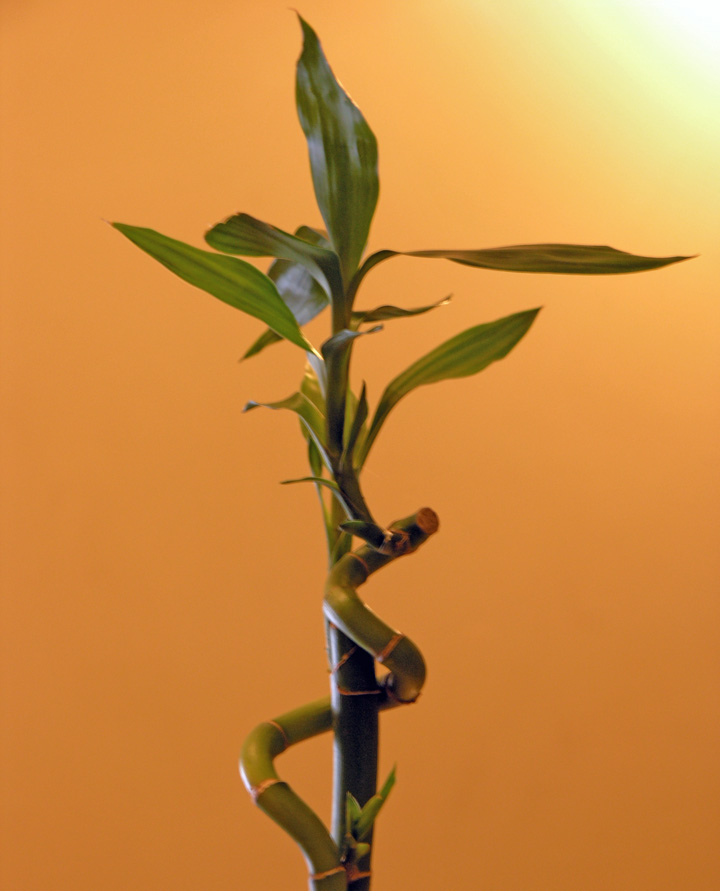
Sommet de la plante agrandi.
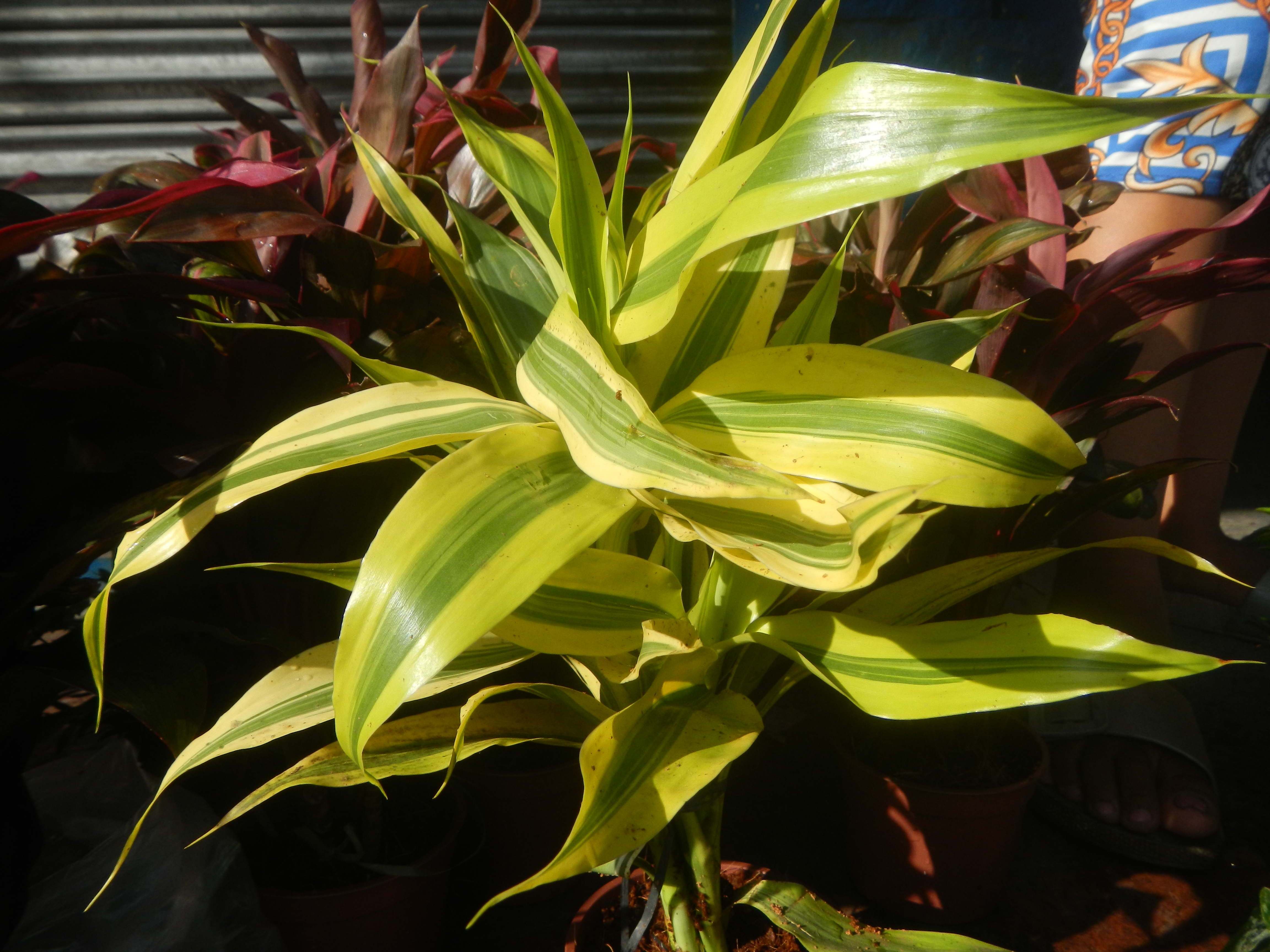
Feuillage jaune rayé de vert